# Sambolero
Sambolero est un terme péjoratif inventé par les critiques musicaux brésiliens pour désigner une nuance de tempo plus lent de la samba-canção, influencée par le boléro cubain,.
Rythme étranger arrivé dans le pays via le Mexique, le boléro a connu une grande popularité au Brésil dans la période d'après-guerre et a fini par influencer certaines interprétations de la samba-canção dans les années 1950. Les critiques de ces influences étrangères au sein de la musique brésilienne ont ainsi créé des désignations péjoratives pour les sambas-canções, appelées sambaladas ou samboleros.